# Frederick Johnnie Walker
Frederick John "Johnnie" Walker RN (Plymouth, 3 juni 1896 – Seaforth, Merseyside, 9 juli 1944) was tussen de beide wereldoorlogen marineofficier bij de Royal Navy. In de Tweede Wereldoorlog viel hij op door zijn bijzondere prestaties. Hij zette zich volledig in voor het vernietigen van Duitse U-boten en het beschermen van de konvooien tegen de Duitsers. Hijzelf bedacht een U-bootbestrijdingssysteem. Walker was de succesvolste bevelhebber tijdens de Slag om de Atlantische Oceaan en in de volksmond was hij bekend als Johnnie Walker (naar het whiskymerk "Johnnie Walker").

## Jeugdjaren en loopbaan
Walker werd geboren als zoon van Frederick Murray en Lucy Selina (geboren Scriven) Walker. Hij doorliep het Britannia Royal Naval College in Dartmouth en sloot daar zijn studies met succes af. Zijn eerste diensttaak was op het slagschip HMS Ajax als adelborst (midshipsman). Walker diende vervolgens als onderluitenant op de torpedojagers HMS Mermaid en HMS Sarpedon in 1916 en 1917. Na het einde van de Eerste Wereldoorlog nam Walker dienst op het Queen Elizabeth-klasse slagschip HMS Valiant. Walker trouwde met Jessica Eileen Ryder Stobart, met wie hij drie zonen en een dochter kreeg.

## Tussenoorlogse periode 1920–1939
In de periode tussen de Wereldoorlogen volgde hij een opleiding aan de in 1924 opgerichte anti-onderzeebootopleidingsschool van HMS Osprey, Isle of Portland. Walker kreeg als opgeleide expert een gespecialiseerde functie op dit gebied op een aantal grotere schepen. In mei 1933 werd hij bevorderd tot commandant op de torpedojager HMS Shikari, een jager uit de Eerste Wereldoorlog. In december 1933 kreeg Walker het bevel over de Shoreham-klasse sloep HMS Falmouth die gestationeerd was in China. In april 1937 werd hij de Experiment Commander aan de HMS Osprey-opleidingsschool.

## Tweede Wereldoorlog
Toen Groot-Brittannië en Frankrijk Duitsland op 3 september 1939 de oorlog verklaarden, na de Duitse inval in Polen, leek Walkers carrière als hoge marineofficier in het slop geraakt. Hij werd genegeerd voor bevordering tot kapitein en werd aangewezen voor vervroegde uitdiensttreding. Vlak na het uitbreken van de oorlog in september 1939, had Walker geen schip onder zijn bevel. In 1940 werd hij echter aangesteld als operatie stafofficier bij viceadmiraal Sir Bertram Ramsay. Gedurende die periode vond de legendarische evacuatie vanuit Duinkerke plaats, toen de British Expeditionary Force (BEF) halsoverkop moest worden geëvacueerd vanuit Noord-Frankrijk. De evacuatie was een succes, ondanks de Duitse druk op Duinkerke. Meer dan 330.000 Britse en Franse troepen werden met allerlei schepen en zelfs motorjachten overgezet naar Groot-Brittannië. Walker kreeg een eervolle vermelding in verband met zijn actieve rol bij deze evacuatie.
Walker had uiteindelijk weer een eigen commando in oktober 1941, toen hij het bevel kreeg over de 36ste Escortegroep, als commandant van de Roerdomp-klasse sloep HMS Stork. De begeleidingsgroep bestond uit onderzeebootjagers, onder andere twee sloepen en zes korvetten die hun basis hadden in Liverpool, de westelijke thuisbasis van Coastal Command. Aanvankelijk was hun functie in de eerste plaats de begeleiding van konvooien van en naar Gibraltar. Pas later kreeg Walker de kans zijn aanvalsstrategieën te ontwikkelen.
De eerste kans zijn aanvalsmethoden in de praktijk brengen kwam in december 1941, toen zijn groep konvooi HG76, bestaande uit 32 schepen, moest escorteren en beschermen. Tijdens deze missie bracht de groep van kapitein Walker 4 U-boten tot zinken. De U-574 onder bevel van (Dietrich Gengelbach) werd met dieptebommen bestookt en uiteindelijk geramd door het schip van Walker op 19 december. De andere U-boten waren de U-131 (Arend Baumann), de U-434 (Wolfgang Heyda), en de bekende Duitse commandant Engelbert Endrass met zijn U-567. De Britten verloren tijdens deze slag om konvooi HG76, het escorte-vliegdekschip HMS Audacity, de torpedojager HMS Stanley en twee vrachtschepen. Toch staat deze slag te boek als de eerste echte geallieerde konvooi-overwinning in de slag om de Atlantische Oceaan. Walker kreeg hiervoor het Distinguished Service Order (DSO) op 6 januari 1942. "Voor durf, behendigheid en vastberadenheid, terwijl bezig met het escorteren naar dit land van een waardevol konvooi, onder niet aflatende aanvallen van de vijand, waarbij drie van hun onderzeeërs tot zinken zijn gebracht en twee vliegtuigen vernietigd door onze Marine."

### De Tweede Ondersteuningsgroep

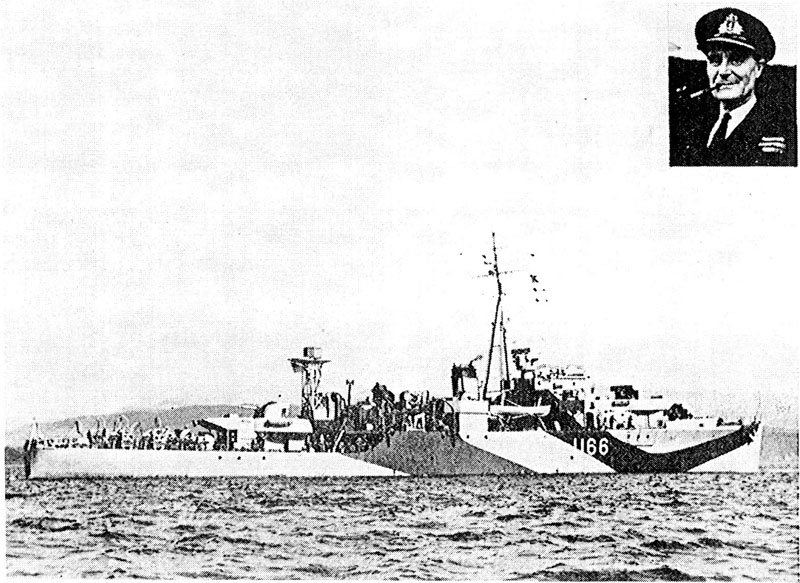
HMS Starling

In 1943 werd Walker door de opperbevelhebber van Western Approches Command, Sir Max Horton, aangesteld als commandant van de Tweede Ondersteuningsgroep. Deze maakte deel uit van een nieuwe strijdmacht tegen de U-boten die nog steeds een grote bedreiging voor de transportkonvooien vormden. De groep bestond uit zes sloepen en was vrijgesteld van konvooibegeleidingsverplichtingen.
Walker commandeerde de HMS Starling, een net in de vaart gebrachte Black Swan-klasse sloep. Daarnaast had hij HMS Wild Goose, HMS Wren, HMS Woodpecker en de HMS Kite onder zijn bevel. Deze groep was aangewezen voor de actieve bestrijding van Duitse onderzeeërs op de Atlantische Oceaan. Haar taak was dus niet beperkt tot het escorteren van konvooien. Een van de door Walker ontwikkelde aanvalstactieken was het samen met drie of meer schepen in één lijn een ondergedoken U-boot op te drijven, en vervolgens door middel van een soort artilleriebeschieting aan te vallen.

### 1943
In juni 1943 onderschepte het smaldeel van Walker in de Golf van Biskaje drie grote U-boten die aan de oppervlakte voeren. Ze probeerden tevergeefs door te duiken aan de groep van Walker te ontkomen. De eerste U-boot die (op 2 juni) door dieptebommen en kanonvuur tot zinken werd gebracht was de U-202 van Günter Poser. Vervolgens ging op 24 juni de U-119 van Horst-Tessen von Kameka ten onder na met dieptebommen bestookt en ten slotte te zijn geramd. De derde boot, de U-449 (Hermann Otto) werd door Walkers toedoen op dezelfde dag tot zinken gebracht. Op 30 juni viel de groep nog drie U-boten aan die aan de oppervlakte voeren in de Golf van Biskaje. Twee ervan waren van vitaal belang, dit waren type XIV-onderzeeboten, stookoliebevoorradings-U-boten, beter bekend als "melkkoeien". Twee boten, de U-462, een type XIV U-boot onder commando van (Bruno Vowe), en de U-504 (Hans-Georg-Friedrich Poske), een type IXC/40, werden tot zinken gebracht door de groep van Walker, en de tweede type XIV, de U-461, door aanvallen van Australische Short Sunderland-vliegtuigen.
Na terugkeer in Liverpool, werd Walker in kennis gesteld van het sneuvelen van zijn zoon Timothy, die werd gedood toen HMS Parthische tot zinken werd gebracht, begin augustus 1943 in de Middellandse Zee. Op 14 september 1943 werd hij benoemd tot lid in de Orde van het Bad (CB): "Voor leiderschap en durf in actie tijdens een succesvolle missie met HMS Starling tegen vijandelijke onderzeeërs op de Atlantische Oceaan".
Op 6 november 1943 bracht de Walker-groep de U-226 en de U-842 tot zinken.

### 1944
In het begin van 1944 bewees de Walker-groep zijn efficiëntie tegen de U-boten door er zes tot zinken te brengen tijdens één patrouille. Op 31 januari 1944 bracht Walker de U-592 van Heinz Jaschke tot zinken. Gedurende een aanval op 9 februari 1944, die zo'n 15 uur duurde, bracht de Destroyers Group van Walker drie onderzeeërs tot zinken; de U-238 (Horst Hepp), de U-734 (Hans-Jörg Blauert) en de U-762 van (Walter Pietschmann). Op 11 februari liet de groep de U-424 van Günter Lüders voorgoed ten onder gaan, en op 19 februari werd met de U-264 van (Hartwig Looks) de vijfde U-boot in één enkele maand tot zinken gebracht. Op 20 februari 1944 werd HMS Specht getorpedeerd, ze zonk zeven dagen later op de thuisvaart. Al haar bemanningsleden konden worden gered. Bij terugkeer op thuisbasis in Liverpool heerste er een jubelstemming in de stad. De inwoners en de Admiraliteit lieten massaal hun vreugde en bewondering blijken. De Admiraliteit van Coastal Command was aan de kade aanwezig om Walker en zijn mannen te verwelkomen. Walker werd gepromoveerd tot kapitein-ter-zee en ontving een tweede Distinguished Service Order.
In maart werd de groep van kapitein Walker eropuit gezonden om de Amerikaanse kruiser USS Milwaukee (CL-5) te escorteren. Deze ging als oorlogsschenking aan Rusland naar Moermansk in het kader van de Amerikaanse Lend-Lease Act. Twee U-boten, de U-653 (Hans-Albrecht Kandler) en de U-961 (Klaus Fischer), werden op de heenreis voorgoed naar de zeebodem gestuurd. Op de terugweg werd de U-473 van Heinz Sternberg tot zinken gebracht na een langdurige achtervolging.
Walkers laatste commando was bij het beveiligen en beschermen van de geallieerde vloot tijdens de D-Day-landing in Normandië. U-boten zouden de grootste invasievloot van de eeuw ernstig kunnen bedreigen. Gedurende de eerste kritieke twee weken passeerde geen enkele U-boot zijn groep, wel werd menige U-boot vernietigd door de vele escorteschepen en de honderden vliegtuigen in het invasiegebied. Tijdens deze gezamenlijke inspanning was Walkers taak en toewijding van groot belang geweest. De voortdurende inspanningen hadden echter veel van zijn conditie geëist en droegen uiteindelijk bij aan zijn vroegtijdige dood. Hij werd bekroond met een derde bar aan zijn DSO op 13 juni 1944.

### Walker-systeem
De U-bootcommandanten konden het niet weten, of konden het niet navertellen, maar na de oorlog bleek uit de Britse rapporten wat de door kapitein-ter-Zee F. John Walker ontwikkelde sluipaanval-techniek precies inhield.
Hij posteerde twee torpedobootjagers vlak achter elkaar. De tweede jager onderhield het ASDIC (sonar) contact met de U-boot en gaf de eerste jager aanwijzingen tot deze vlak boven de onderzeeboot was. De commandant van de tweede jager, die heel nauwkeurig de snelheid van- en de afstand tot de U-boot bepaalde, gaf de gezagvoerder van de eerste jager een teken als deze een dieptebommentapijt moest leggen. Als de onderzeeër dan met een zigzagkoers probeerde te ontsnappen kon de tweede jager enkele andere vaartuigen op zijn koers zetten. Deze methode was zeer effectief; het resultaat was voor de U-boot dikwijls fataal. Kapitein-ter-Zee Frederick Johnnie Walker, die in 1944 stierf, was een onovertroffen tegenstander, zelfs voor de meest ervaren U-bootcommandant.

### Zijn dood
Johnnie Walker werd opgenomen in het ziekenhuis met een cerebrale trombose (beroerte) op 7 juli 1944 en stierf twee dagen later in het Marine Hospitaal in Seaforth, Merseyside, Engeland, op de leeftijd van 48 jaar. Hij stierf hoogstwaarschijnlijk aan de gevolgen van overwerk, oorlogsmoeheid, oververmoeidheid en uitputting.
De uitvaartdienst vond plaats in de Anglicaanse Kathedraal van Liverpool en werd bijgewoond door een duizendtal mensen. De dienst en de tocht van de Royal Navy door de straten van Liverpool naar de haven waren zeer indrukwekkend. In de haven werd het lichaam aan boord gebracht van de torpedobootjager HMS Hesperus. Deze voer onder bevel van kapitein Donald MacIntyre naar zee waar H.J. Walker een zeemansgraf kreeg. Een latere huldiging was de 'Mention in Despatches' op 1 augustus 1944.

### Nalatenschap

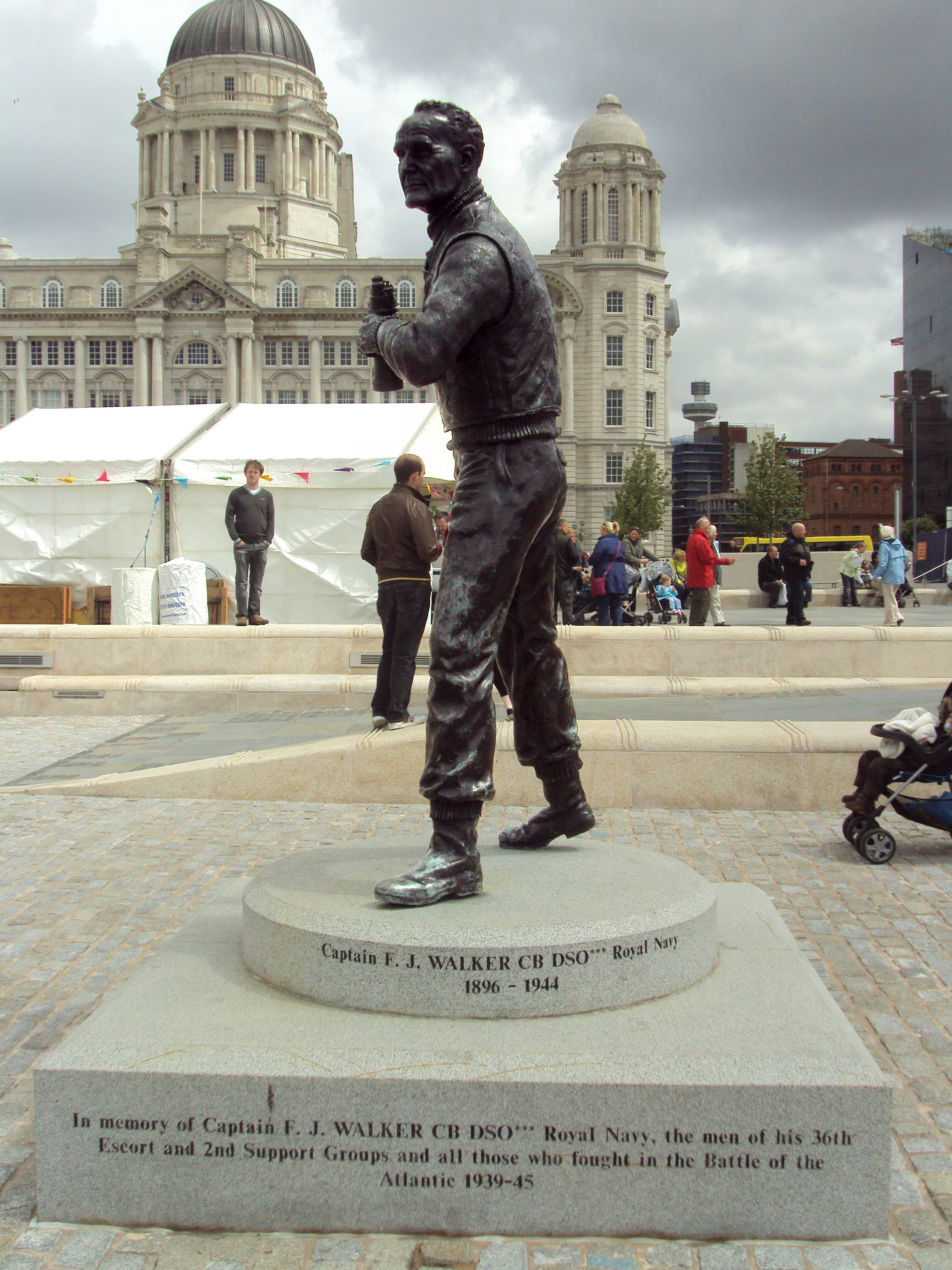
Het standbeeld van Kapitein Frederick John "Johnnie" Walker op Pier Head in Liverpool

Onder leiding van Frederick John Walker werden meer U-boten tot zinken gebracht gedurende de Slag om de Atlantische Oceaan dan onder enig andere Britse of geallieerde bevelhebber. Hij speelde een belangrijke rol bij de geallieerde overwinning op zee. In 1998 werd op Pier Head nabij Liverpool een standbeeld van kapitein Walker, ontworpen door beeldhouwer Tom Murphy, onthuld door prins Philip de echtgenoot van koningin Elizabeth II. De plaatsing van het standbeeld werd verwezenlijkt door de Captain Walker's Old Boys Association. De leden van deze vereniging vierden in 2003 de 60ste verjaardag van de overwinning van de Slag om de Atlantische Oceaan en herdachten hun gevallen strijdmakkers.
De familie Walker is nog steeds met de Royal Navy verbonden, nu via de kleinzoon Patrick Walker. Hij is, ironisch genoeg, een onderzeebootspecialist en heeft de rang van kapitein-ter-zee van het Eerste Britse Onderzeeboot Smaldeel. Hij is tevens voorzitter van de Captain Walker's Old Boys Association, gewijd aan kapitein F.J. Walker en de manschappen die met hem gediend hebben.

## Militaire loopbaan
- Sub Lieutenant: 6 januari 1916[1]
- Lieutenant: 15 augustus 1917[1]
- Lieutenant Commander: 15 augustus 1925[1]
- Commander: 31 december 1931[1]
- Captain (naval): 30 juni 1942[1]

## Decoraties
- Orde van het Bad op 14 september 1943
- Orde van Voorname Dienst (Verenigd Koninkrijk) (DSO)
  - 6 januari 1942
  - 30 juli 1942
  - 22 februari 1944
  - 13 juni 1944
- Hij werd drie maal genoemd in de Dagorder (krijgsmacht). Dat gebeurde op:
  - 16 augustus 1940
  - 20 juni 1944
  - 14 augustus 1944